# ریکاسیخا
ریکاسیخا (به لاتین: Rikasikha) یک منطقهٔ مسکونی در روسیه است که در استان آرخانگلسک واقع شده‌است.